# Hammam Wasel
Hammam Wasel (tiếng Ả Rập: حمام واصل, cũng đánh vần Hamam Wasil) là một thị trấn ở phía tây bắc Syria, một phần hành chính của Tỉnh Tartus, nằm ở phía đông bắc của Tartus. Các địa phương lân cận bao gồm Ayn al-Sharqiyah và al-Baydah ở phía tây, Baniyas ở phía tây bắc, Annaza ở phía bắc và al-Qadmus ở phía đông bắc, Masyaf ở phía đông, Wadi al-Oyun ở phía đông nam, al-Shaykh Badr ở phía nam và al-Qamsiyah ở phía đông nam. Theo Cục Thống kê Trung ương Syria, Hammam Wasel có dân số 1.801 người trong cuộc điều tra dân số năm 2004. Đây là trung tâm hành chính của Hammam Wasel nahiyah ("tiểu khu") bao gồm 12 địa phương với dân số tập thể là 8,522 vào năm 2004. Người dân chủ yếu là Alawites.

## Tiểu sử
- Boulanger, Robert (1966). The Middle East, Lebanon, Syria, Jordan, Iraq, Iran. Hachette.